# Dion Drena Beljo
Dion Drena Beljo (Zagreb, 1. ožujka 2002.) hrvatski je nogometaš koji igra na poziciji napadača. Trenutačno igra za Dinamo Zagreb.

## Klupska karijera
Rođeni Zagrepčanin, svoje prve nogometne korake započeo je u Cibaliji. Za prvu momčad Cibalije, debitirao je 2018. godine i u svojoj prvoj sezoni postigao je deset pogodaka i upisao devet asistencija.
U 2019. godini, Beljo potpisuje za Osijek. Igrao je većinom za drugu momčad Osijeka, te je 2021. godine otišao na jednogodišnju posudbu u Istru 1961. Posudba mu je bila pun pogodak, jer je sezonu završio s 15 pogodaka i četiri asistencije.
U sezoni 2022./23., Beljo se vraća u Osijek, te u svom prvom nastupu postiže dva pogotka protiv Gorice.
Dana 13. siječnja 2023., Beljo je potpisao četverogodišnji ugovor s njemačkim Augsburgom. Iznos transfera iznosio je 3 milijuna eura. Svoj prvi nastup za Augsburg upisao je 22. siječnja u porazu (3:4) od Borussije Dortmund. Prvi pogodak u dresu novog kluba upisao je 4. ožujka 2023. godine, u ligaškoj (2:1) pobjedi nad Werderom iz Bremena.
Dana 9. srpnja 2024., Beljo je otišao na jednogodišnju posudbu u bečki Rapid. U dresu austrijskog velikana postigao je 19 pogodaka i pet asistencija u 49 utakmica.
Dana 16. srpnja 2025., Beljo je potpisao višegodišnji ugovor sa zagrebačkim Dinamom. Iako klub nije službeno objavio sve financijske pojedinosti, prema neslužbenim informacijama, vrijednost transfera s bonusima mogla bi doseći oko 7,5 milijuna eura. Za Dinamo Zagreb debitirao je  2. kolovoza u utakmici prvog kola HNL 2025./26. u kojoj je Osijek poražen 0:2. Šest dana kasnije postigao je svoj klupski prvijenac u ligaškoj utakmici protiv Vukovara 1991 koja je završila 3:0. Dvaput je bio strijelac 16. kolovoza u ligaškom susretu protiv Rijeke koja je izgubila 0:2.

## Reprezentativna karijera
Za Hrvatsku je debitirao 12. listopada 2023. kada je Hrvatska izgubila 0:1 od Turske u kvalifikacijskoj utakmici za Europsko prvenstvo 2024.

## Priznanja

### Reprezentativna
Hrvatska
- UEFA Liga nacija (2. mjesto): 2022./23.

## Vanjske poveznice
- Profil, HNS
- Profil, Soccerway
- Profil, Transfermarkt